# Сикорский, Михаил Иванович
Михаи́л Ива́нович Сико́рский (13 октября 1923, Чигирин, Киевская губерния — 27 сентября 2011, Переяслав-Хмельницкий, Киевская область) — генеральный директор Национального историко-этнографического заповедника «Переяслав», Киевская область, Герой Украины (2005).

## Биография
Родился 13 октября 1923 года в Чигирине (ныне Черкасская область, Украина).
Рано потерял родителей — в 1930 году погиб отец, а в 1932 году умерла мать. Воспитывался вместе с двумя братьями и сестрой в Чигиринском детском доме.
Незадолго до войны начал учиться в авиационном техникуме в Запорожье, с началом войны эвакуированном в Омск, где готовили специалистов для фронта.
Окончил исторический факультет КГУ имени Т. Г. Шевченко, исторический факультет (1946—1951). Доцент (1996).
C 1951 года — директор, Переяслав-Хмельницкий исторический музей (с 1979 — Государственный историко-культурный заповедник; сейчас — Национальный историко-этнографический заповедник «Переяслав»).
Создатель первого музея Шолом-Алейхема
Приказом Министерства культуры Украины от 29 января 2008 года освобождён от должности директора в связи с выходом на заслуженный отдых. Михаил Иванович назначен Почётным директором заповедника.
- Член правления Украинского общества охраны памятников истории и культуры.
- Член Всеукраинского союза краеведов, Всеукраинского фонда культуры.
- Член редколлегии журнала «Украинская культура».

Умер 27 сентября 2011 года. Похоронен в Переяславе на Заальтицком кладбище.

## Награды и звания
- Герой Украины (с вручением ордена Державы, 11.3.2005 — за самоотверженное служение Украине на ниве сохранения и увековечения культурного и духовного наследия украинского народа, многолетнюю подвижническую научно-просветительскую деятельность).
- орден Трудового Красного Знамени (4.1976)
- орден Октябрьской революции (10.1986)
- медали
- орден Богдана Хмельницкого (Украина) III степени[3].
- орден князя Ярослава Мудрого V степени (8.2001).
- орден УПЦ Святого равноапостольного князя Владимира Великого III степени (4.2003), награда УПЦ Московского патриархата — Орден Нестора-летописца (2003).
- премия УССР имени Д. Яворницкого (1983).
- Государственная премия УССР имени Т. Г. Шевченко (1989) — за создание Переяслав-Хмельницкого историко-культурного заповедника и многолетнюю деятельность по сбору и популяризации духовного наследия народа
- заслуженный работник культуры УССР (1966).
- Почётный член Украинской академии архитектуры (1993).
- Почётный гражданин города Переяслав-Хмельницкий (1984).
- Почётный гражданин Останкинского района Москвы (1997).
- Почётная грамота Кабинета Министров Украины (1998)[4]

## Память
- В мае 2012 года в Переяславе (по адресу ул. Ковальская, 8-а) была открыта мемориальная доска Сикорскому.[5]
- В феврале 2013 года была учреждена премия имени Михаила Сикорского.